# El Río (Tabasco)
El Río es una ranchería del municipio de Jalpa de Méndez ubicado en la subregión centro del estado mexicano de Tabasco.

## Geografía
La localidad de El Río se sitúa en las coordenadas geográficas 18°08′57″N 93°03′35″O / 18.149167, -93.059722, a una elevación de 3 metros sobre el nivel del mar.

## Demografía
Según el Conteo de Población y Vivienda 2020, efectuado por el Instituto Nacional de Estadística y Geografía, la localidad de El Río tiene 1,835 habitantes, de los cuales 895 son del sexo masculino y 940 del sexo femenino. Su tasa de fecundidad es de 2.12 hijos por mujer y tiene 553 viviendas particulares habitadas.
| Gráfica de evolución demográfica de El Río entre 1910 y 2020 |
|                                                              |
| INEGI.                                                       |